# Sant Vicenç de Castellet
Sant Vicenç de Castellet è un comune spagnolo di 7 008 abitanti situato nella comunità autonoma della Catalogna.